# Alex Ranghieri
Alex Ranghieri (Pordenone, 18 juni 1987) is een Italiaanse volleybal- en beachvolleybalspeler. In die laatste discipline nam hij eenmaal deel aan de Olympische Spelen en won hij een zilveren medaille bij de Europese kampioenschappen.

## Carrière

### Zaal
Ranghieri volleybalde van 2004 tot en met 2013 in de zaal bij verschillende Italiaanse verenigingen. Hij speelde in jeugdteams van Cordenons en Sisley Treviso. Van 2006 tot en met 2009 was hij voor Robur Ravenna actief in de Serie B. Daarna speelde hij in de Serie A2 achtereenvolgens voor Marcegaglia Ravenna, Sir Safety Perugia en Pallavolo Loreto.

### Beach

#### 2010 en met 2017
Ranghieri begon zijn internationale beachvolleybalcarrière in 2010 toen hij met Andrea Tomatis een team vormde in de FIVB World Tour. Bij acht toernooien kwamen ze niet verder dan een drie-en-dertigste plaats in Stavanger. In 2011 en 2012 nam hij met Matteo Varnier en Matteo Cecchini deel aan de toernooien van Brasilia en Praag. Vervolgens partnerde Ranghieri opnieuw met Tomatis voor twee seizoenen. Het eerste seizoen deden ze mee aan zes internationale toernooien en behaalden ze een vierde (Berlijn) en twee vijfde plaatsen (Long Beach en Xiamen). Het jaar daarop nam het duo deel aan negen toernooien in de World Tour met een negende plaats in Berlijn als beste resultaat. Bij de Europese kampioenschappen in eigen land verloren ze in de achtste finale van de Duitsers Sebastian Fuchs en Lars Flüggen. Van 2015 tot en met 2017 vormde Ranghieri een team met Adrian Carambula. Het tweetal nam in het eerste jaar deel aan zeven FIVB-toernooien. Ze behaalden daarbij onder meer een derde en vierde plaats bij de Major-toernooien van respectievelijk Poreč en Gstaad. Daarnaast wonnen ze een zilveren medaille bij de EK in Klagenfurt achter de Letten Aleksandrs Samoilovs en Jānis Šmēdiņš. Met Marco Caminati won hij bovendien de Luzern Open en met Enrico Rossi deed hij mee aan de Europese Spelen in Bakoe.
Het seizoen daarop waren Ranghieri en Carambula bij veertien reguliere FIVB-toernooien goed voor dertien toptienklasseringen. Ze boekten overwinningen in Antalya en Doha en eindigden als vierde in Vitória en Sotsji. Bij de Olympische Spelen in Rio de Janeiro bereikten ze de achtste finale waar ze werden uitgeschakeld door hun landgenoten Daniele Lupo en Paolo Nicolai. Het duo sloot het seizoen af met een negende plaats bij de World Tour Finals in Toronto. Met Caminati eindigde Ranghieri verder als vierde in Long Beach. In 2017 deden Ranghieri en Carambula mee aan vijf reguliere internationale toernooien waarbij ze niet verder kwamen dan een negende plaats in Rio. Bij de EK in Jūrmala verloren ze in de kwartfinale van het Belgische duo Dries Koekelkoren en Tom Van Walle. Bij de wereldkampioenschappen in Wenen werden ze in de zestiende finale uitgeschakeld door de Amerikanen Nick Lucena en Phil Dalhausser. Na afloop van het seizoen gingen Ranghieri en Carambula uit elkaar.

#### 2018 tot heden
Vervolgens vormde Ranghieri twee seizoenen een vast team met Caminati. In 2018 speelden ze vijf wedstrijden op mondiaal niveau met vijfde plaatsen in Den Haag en op Kish als resultaat. Het daaropvolgende seizoen waren ze actief op acht reguliere FIVB-toernooien. Het duo behaalde daarbij een tweede plaats in Aydın en een vierde plaats in Edmonton. Bij de WK in Hamburg werden ze in de tussenronde uitgeschakeld door het Duitse tweetal Philipp Arne Bergmann en Yannick Harms. In 2021 partnerde Ranghieri met Marco Viskovich. Het tweetal deed mee aan vier toernooien in de World Tour (vijfde in Cervia) en vier toernooien in de Italiaanse competitie. Eind 2021 wisselde Ranghieri van partner naar Daniele Lupo met wie hij vierde werd bij het toernooi van Itapema.
Ranghieri en Lupo namen in 2022 deel aan zes toernooien in de Beach Pro Tour – de opvolger van de World Tour. Ze kwamen daarbij tot een vijfde plaats in Tlaxcala en drie negende plaatsen (Itapema, Doha en Jūrmala). Bij de WK in eigen land bereikten ze de achtste finale die verloren werd van de Nederlanders Alexander Brouwer en Robert Meeuwsen. Bij de EK in München werden ze in de tussenronde uitgeschakeld door het Nederlandse duo Mart van Werkhoven en Steven van de Velde. In oktober 2022 behaalde Ranghieri met Viskovich drie vijfde plaatsen in de World Tour en in november keerde hij terug aan de zijde van Carambula. Het duo eindigde bij de toernooien van Torquay als tweede en derde en sloot het seizoen af met een vijfde plaats bij de Finals in Doha. Het jaar daarop begonnen ze met een derde plaats bij het Elite16-toernooi van Doha.

## Palmares
Kampioenschappen
- 2015:  EK
- 2016: 9e OS
- 2022: 9e WK
- 2023: 9e WK

FIVB World Tour
- 2015:  Luzern Open
- 2015:  Poreč Major
- 2015:  Antalya Open
- 2016:  Doha Open
- 2019:  2* Aydın

Beach Pro Tour
- 2022:  Torquay Challenge
- 2022:  Elite16 Torquay
- 2023:  Elite16 Doha
- 2023:  Elite16 Montreal